# بيتر غراي (مؤرخ)
بيتر غراي (بالإنجليزية: Peter Gray)‏ هو مؤرخ بريطاني، ولد في 1965.